# Emil Rietz
Emil Teodor Rietz, född 16 december 1882 i Hudiksvall, död 20 juni 1958 i Ängelholm, var en svensk elektroingenjör. Han var sonson till Ernst Rietz.
Efter studentexamen i Sundsvall 1900 och avgångsexamen från Kungliga Tekniska högskolan i Stockholm 1904 var Rietz anställd vid Allgemeine Elektricitäts-Gesellschaft (AEG) i Berlin, Tyskland, 1904–1905 och vid Elektriska AB AEG i Stockholm 1905–1910. Han var chef för sistnämnda bolags filial i Göteborg 1911–1912 och i Malmö från 1912, befattningar som föranledde upprepade resor till Tyskland. Han var vice ordförande i Elektriska Arbetsgivareföreningen från 1922 och ordförande i dess malmöavdelning från 1921.